# 堀たえ子
堀 たえ子（ほり たえこ）は、日本の女性アニメーター、キャラクターデザイナー。東京都出身、血液型：O型。studioMOTHER所属。

## 人物・概要
代々木アニメーション学院を卒業後、XEBECに入社。長年同社に所属し、2025年現在はstudioMOTHER所属。
羽原信義をはじめとするXEBEC時代の先輩アニメーター達を、師匠と仰いでいる（『人気アニメーター直筆データファイル 2011』、p52より）。

## 主な参加作品

### テレビアニメ
1996年
- 爆走兄弟レッツ&ゴー!!（動画）
- 機動戦艦ナデシコ（1996年 - 1997年、『ゲキ・ガンガー3』動画）

1997年
- 爆走兄弟レッツ&ゴー!!WGP（動画）

1998年
- 爆走兄弟レッツ&ゴー!!MAX（動画チェック）
- 星方武侠アウトロースター（原画・動画チェック）
- 快傑蒸気探偵団 TV ANIMATION SERIES（1998年 - 1999年、原画）

1999年
- 超速スピナー（原画）
- ∀ガンダム（原画）
- ゾイド -ZOIDS-（1999年 - 2000年、原画）
- 地球防衛企業ダイ・ガード（1999年 - 2000年、原画・OP作画）

2000年
- 女神候補生（原画）
- ラブひな（原画）
- HAND MAID メイ（原画）

2001年
- テイルズ オブ エターニア THE ANIMATION（原画・OP原画）
- ラブひな 春スペシャル〜キミ サクラチルナカレ!!〜（原画）
- ゾイド新世紀スラッシュゼロ（原画）
- シャーマンキング（2001年 - 2002年、作画監督・原画・OP原画・ED原画）

2002年
- キディ・グレイド（原画）
- ロックマンエグゼ（原画）

2003年
- 宇宙のステルヴィア（原画）
- D・N・ANGEL（作画監督・原画・OP原画・ED原画）

2004年
- ロックマンエグゼAXESS（原画）
- 鋼の錬金術師（原画）
- 蒼穹のファフナー（作画監督・原画・OP原画）
- ロックマンエグゼStream（OP原画）

2005年
- エレメンタル ジェレイド（キャラクターデザイン・総作画監督・作画監督・OP作画監督・ED作画監督）
- SHUFFLE!（作画監督）
- 蒼穹のファフナー RIGHT OF LEFT（キャラクター作画監督）

2006年
- ザ・サード 〜蒼い瞳の少女〜（総作画監督・レイアウト総作画監督・作画監督・キャラクター作画監督・原画・第二原画）
- 武装錬金（2006年 - 2007年、原画・OP原画）

2007年
- ヒロイック・エイジ（作画監督・キャラ作監・OP原画）
- SHUFFLE! MEMORIES（作画監督）

2008年
- Mnemosyne-ムネモシュネの娘たち-（プロップデザイン・サブキャラクターデザイン・作画監督・作監協力・原画・OP作画監督）
- To LOVEる -とらぶる-（作画監督・ED原画）
- かのこん（OP原画）
- 喰霊-零-（作画監督補佐・第二原画）

2009年
- PandoraHearts（総作画監督・作画監督）

2010年
- れでぃ×ばと!（原画）
- えむえむっ!（キャラクターデザイン・総作画監督・OP作画監督）

2011年
- そふてにっ（総作画監督・ED作画監督）

2012年
- 輪廻のラグランジェ（プロップデザイン補・総作監補・キャラクター作画監督・原画）
- 輪廻のラグランジェ Season2（プロップデザイン補・レイアウト作監・総作監・キャラクター作監・キャラクター作監補）

2013年
- 宇宙戦艦ヤマト2199（キャラクター作画監督・原画）

2014年
- オレカバトル（2014年 - 2015年、原画・OP原画）
- 白銀の意思 アルジェヴォルン（キャラクター作画監督）
- 東京ESP（原画）

2016年
- 競女!!!!!!!!（OP原画）

2017年
- クロックワーク・プラネット（原画）
- トミカハイパーレスキュー ドライブヘッド 機動救急警察（作画監督）

2018年
- フューチャーカード 神バディファイト（2018年 - 2019年、キャラクターデザイン・総作画監督・作画監督・原画・OP原画・ED原画）
- 宇宙戦艦ヤマト2202 愛の戦士たち（第二原画）

2019年
- ありふれた職業で世界最強（原画）

2020年
- 波よ聞いてくれ（原画）
- おしりたんてい（原画）
- ゾイドワイルド ZERO（原画）

2021年
- 女神寮の寮母くん。（作画監督）

2022年
- ありふれた職業で世界最強 2nd season（総作画監督・作画監督）
- 夫婦以上、恋人未満。（プロップ設定・作画監督）

2024年
- 転生貴族、鑑定スキルで成り上がる（サブキャラクターデザイン・総作画監督・総作画監督補佐・作画監督）

2025年
- わたしが恋人になれるわけないじゃん、ムリムリ!（※ムリじゃなかった!?）（サブキャラクターデザイン・プロップデザイン）

### 劇場アニメ
- 新世紀エヴァンゲリオン劇場版 シト新生（1997年、動画）
- 爆走兄弟レッツ&ゴー!!WGP 暴走ミニ四駆大追跡!（1997年、動画）
- 新世紀エヴァンゲリオン劇場版 Air/まごころを、君に（1997年、動画）
- 機動戦艦ナデシコ -The prince of darkness-（1998年、動画チェック）
- 名探偵コナン 世紀末の魔術師（1999年、原画）
- 劇場版MAJOR メジャー 友情の一球（2008年、キャラクターデザイン補佐・作画監督）

### OVA
- パンツァードラグーン（1996年、動画）
- 元祖 爆れつハンター（1996年 - 1997年、動画）
- BLUE SEED2（1998年、動画）
- ゲキ・ガンガー3 熱血大決戦!!（1998年、動画、動画チェック）
- 輪廻のラグランジェ「鴨川デイズ」（2012年、プロップデザイン補佐・総作監補佐）
- BanG Dream! OVA 「遊んじゃった!」（2017年、第二原画）

### Webアニメ
- Candy boy（2008年、原画）

### ゲーム
- はるかぜ戦隊Vフォース（1996年、動画）
- お嬢様特急（1998年、動画チェック）
- 機動戦艦ナデシコ The blank of 3years（1998年、OP動画・OP動画チェック）